# Saint-Martin-de-Commune
Saint-Martin-de-Commune è un comune francese di 117 abitanti situato nel dipartimento della Saona e Loira nella regione della Borgogna-Franca Contea.

## Società

### Evoluzione demografica
Abitanti censiti